# Rak glansmossa
Rak glansmossa (Orthothecium strictum) är en bladmossart som beskrevs av Paul Pablo Günther Lorentz 1864. Enligt Catalogue of Life ingår Rak glansmossa i släktet glansmossor och familjen Hypnaceae, men enligt Dyntaxa är tillhörigheten istället släktet glansmossor och familjen Plagiotheciaceae. Enligt den finländska rödlistan är arten nära hotad i Finland. Arten är reproducerande i Sverige. Artens livsmiljö är skuggiga kalkstensklippor och kalkbrott. Inga underarter finns listade i Catalogue of Life.